# El bailarín y el trabajador
El bailarín y el trabajador és una pel·lícula espanyola dirigida per Lluís Marquina i Pichot en 1936 basada en l'obra Nadie sabe lo que quiere de Jacinto Benavente. Estrenada l'1 de gener de 1936, al Cine Capitol de Madrid, el film conté números musicals entre els quals va destacar i es va fer famós el de les «Galletas Romagosa»

## Sinopsi
Una jove rica s'enamora d'un jove de bona posició i que ha guanyat un concurs de valsos. El pare de la jove per a acceptar al nuvi de la filla vol convertir-lo de ballarí en treballador emprant-lo a la fàbrica.

## Repartiment
- Roberto Rey - Carlos Montero
- Ana María Custodio - Luisa Romagosa
- Antoñita Colomé - Pilar
- José Isbert - Don Carmelo Romagosa
- Irene Caba Alba - Doña Rita
- Antonio Riquelme - Patricio
- Enrique Guitart - Pepe
- Mariano Ozores - Don Pablo
- Luchy Soto